# Desivojca

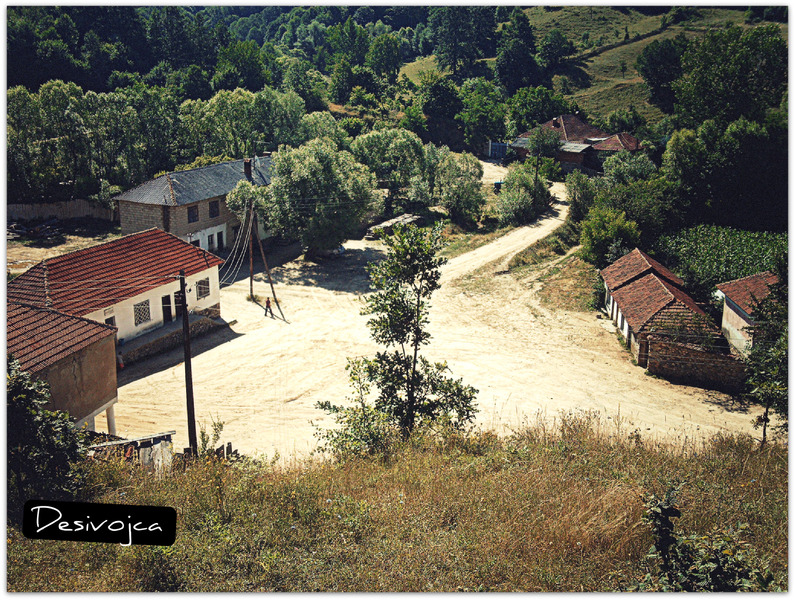
Blick auf den Dorfplatz

Desivojca (albanisch auch Desivojcë, serbisch Десивојце Desivojce) ist ein Dorf im Osten des Kosovo und Teil der Gemeinde Kamenica.

## Geographie
Der Ort liegt etwa 50 Kilometer östlich der Stadt Gjilan und ist Unterzentrum für die umliegenden Dörfer. Nach Kamenica sind es etwa 20 Kilometer. Unweit des Dorfes verläuft die R-124, die Kamenica mit der Grenze zu Serbien verbindet; jedoch befindet sich dort kein offizieller Grenzübergang. Nördlich von Desivojca befindet sich der Berg Gollak mit einer Höhe von 1327 m. i. J.
Das Dorf verfügt über eine Grundschule und eine Moschee aus dem Jahr 1816. In unmittelbarer Nähe befinden sich Überreste einer mittelalterlichen serbisch-orthodoxen Kirche sowie ein alter serbischer Friedhof.

## Bevölkerung

### Ethnien
| Jahr | Einwohner |
| ---- | --------- |
| 1948 | 878       |
| 1953 | 945       |
| 1961 | 916       |
| 1971 | 991       |
| 1981 | 919       |
| 1991 | 868       |
| 2011 | 177       |

Gemäß 2011 durchgeführter Volkszählung hat Desivojca 177 Einwohner, wovon sich 176 als Albaner und 1 als Bosniaken bezeichnen.

### Religion
2011 bekannten sich von den 177 Einwohnern alle zum Islam.